# Фриман, Иветт
Иветт Фриман (англ. Yvette Freeman, род. 1 октября 1957) — американская телевизионная актриса и певица. Она наиболее известна благодаря своей второстепенной роли медсестры Хали Адам в сериале NBC «Скорая помощь». Она появилась почти в двухстах эпизодах шоу начиная с пилотного эпизода в 1994, и заканчивая финалом сериала в 2009 году. С 1997 по 1999 год Фриман также снималась на регулярной основе с ситкоме NBC «Работа».
Фриман родилась и выросла в Уилмингтоне, штат Делавэр, а в раннем возрасте переехала в Нью-Йорк, где начала карьеру певицы на театральной сцене. В начале 1990-х она переехала в Лос-Анджелес, где продолжила карьеру как актриса, появляясь с эпизодическими ролями на телевидении. В 1999 году она выпустила свой дебютный студийный альбом, посвященный Дине Вашингтон. В 2002 году Фриман похудела на 55 килограмм, после чего начала пропагандировать потерю веса по медицинским показаниям. После завершения «Скорая помощь», Фриман появлялась в дневных мыльных операх «Дни нашей жизни» и «Дерзкие и красивые», а в 2014 году взяла на себя второстепенную роль в сериале Netflix «Оранжевый — хит сезона».

## Избранная фильмография
| Год  |   | Русское название | Оригинальное название | Роль           |
| ---- | - | ---------------- | --------------------- | -------------- |
| 2010 | с | Милые обманщицы  | Pretty Little Liars   | директор школы |